# ЕР2Р
ЕР2Р (заводське позначення — 62-259) — приміський електропоїзд постійного струму з рекуперативним-реостатним гальмуванням. Побудований на базі ЕР2 із застосуванням електрообладнання від ЕР22В.

## Історія
Ще в 1950-ті роки Ризький вагонобудівний завод розробляв обладнання, що дозволяє застосувати на електропоїздах електричне гальмування. Використання гальма двигунами дозволило б підвищити ККД електропоїздів та знизити знос фрикційних елементів і пневматичного обладнання (колодок, дисків, компресора і т. д.). Але до кінця 70-х років ці спроби закінчувалися в основному будівництвом дослідних зразків і складів малих серій. У 1979 р. РВЗ побудував перший електропоїзд ЕР2Р-7001 (заводське позначення 62-259), обладнаний рекуперативним-реостатним гальмуванням. Вагон був побудований на базі вагона ЕР2 з установкою обладнання від ЕР22.

## Технічні характеристики
Конструкція вагонів нового електропоїзда в порівнянні з ЕР2 не зазнала змін. Однак через збільшення маси вагонів (моторного — до 58,5 т, головного — до 42,0 т, причіпного — до 40,5 т), обумовленого установкою більш важкого електроустаткування, були встановлені візки ТУР-01, розраховані на більш високі навантаження. У порівнянні з ЕР2 змінилися і тягові електродвигуни: нові електровагон оснастили двигунами 1ДТ-003.1 від поїздів ЕР22В. Потужність годинного режиму електродвигунів становила 240 кВт, струм 350 А, частота обертання якоря при 100% збудження (посилене збудження) 570 об/хв, при 50% збудження (нормальне збудження) — 740 об/хв і при 18% збудження (ослаблене збудження) — 1275 об/хв. Двигуни підвішувались опорно-рамним способом. Рекуперативне гальмування могло застосовуватися на швидкостях від 130 до 55 км/год, при більш повільному русі, через свою низьку ефективність в цьому діапазоні, воно заміщалося реостатним аж до 10 км/год, а на ще більш низькій швидкості використовувалися пневматичні гальма. Число місць для сидіння в головному вагоні становило 84, у причіпному — 107, в моторному — 110. Таким чином, 10-вагонний склад мав 1039 місць. У десятивагонному виконанні ЕР2Р важче ЕР2 приблизно на 30 т.

## Доля серії
У 1982 р. РВЗ випустив ще два електропоїзди ЕР2Р, а з 1984 р. приступив до їх серійного виробництва, одночасно припинивши випуск ЕР2. Їх побудова тривала до вересня 1987 р. Всього було випущено 89 електропоїздів ЕР2Р, з них 57 10-вагонних і 32 12-вагонних. Також у 1986–1987 рр.. заводом було випущено 8 окремих головних і 27 окремих проміжних електросекцій. Таким чином, всього було побудовано 512 електросекцій (1024 вагони). Замість ЕР2Р завод перейшов на випуск електропоїздів серії ЕР2Т.
| 1979 | 7001                                         | 10 | —                | —         |
| 1982 | 7002, 7003                                   | 10 | —                | —         |
| 1983 | 7004—7006                                    | 10 | —                | —         |
| 1984 | 7007—7009                                    | 10 | —                | —         |
| 1985 | 7010—7027, 7033—7036                         | 10 | —                | —         |
| 1985 | 7028—7032                                    | 12 | —                | —         |
| 1986 | 7038, 7042—7045, 7047—7051, 7066—7071        | 10 | 3060, 3061, 3065 | —         |
| 1986 | 7037, 7039—7041, 7046, 7052—7065             | 12 | 3060, 3061, 3065 | —         |
| 1987 | 7072—7074, 7076—7078, 7081, 7082, 7086, 7087 | 10 | 2201—2205        | 3074—3100 |
| 1987 | 7075, 7079, 7080, 7083—7085, 7088, 7089      | 12 | 2201—2205        | 3074—3100 |

З березня 1983 р. всі електропоїзди, крім 7001, стали передаватися в експлуатацію в депо Желєзнодорожна Московської залізниці (на Горьківський напрямок), а потім і на інші ділянки. Електропоїзд ЕР2Р-7001 знаходився в Щербинці у занедбаному стані. На даний момент більшість його вагонів розрізано на металобрухт, решта вагонів залишаються неутилізовані і перебувають у занедбаному стані. Всі інші електропоїзди серії продовжують працювати на Московській і інших залізницях.